# 技脳体
技脳体（ぎのうたい、GYNOTAI）はナムコ（後のバンダイナムコアミューズメント）から発売されたアーケードゲーム。

## 筐体概要
技脳体の筐体は奥にハーフミラー合成によって表示されている画面があり、そこから手前側に向かってなだらかに下がる傾斜となっている。この傾斜に3つのレーンがあり、各レーン上を手のひらサイズのボールがスライドする形となっている。ゲーム中はこの3つのボールを、タイミングを合わせたりスピードをコントロールしながら奥の画面に向けてスライドさせることで進行する。

## ゲームプレイの詳細
1. クレジットを投入し、モードを選択する。
子供用もしくは大人用を選択する。この2つの違いは、選択できる種目、判定の幅と全能者育成計画書の一部の記述である。
2. "技"の種目選択になるので、プレイしたい種目にカーソルが合った時に中央のボールをスライドさせ画面にヒットさせる。
3. 選択した"技"の種目をプレイする。
ゲーム前にルールが表示される。その後その指示に従って3つのボールを操作する。
プレイ終了の条件は2つ。規定数をこなすゲームの場合は、規定数に達した時点で『CHECK OK』と表示されてプレイ終了。制限時間の設けられているゲームの場合、時間切れになると『TIME UP』と表示されてプレイ終了。
プレイ後、種目によって異なる3つの観点からその種目の成績（能力開眼度）が判定される。
4. "脳"及び"体"においても上記の選択→プレイを繰り返す。
5. "体"のプレイ終了を以って計測完了となり、総合成績が発表され、全能者育成計画書としてプリントアウトされる。
全能者育成計画書には各種目ごとの成績と総合能力開眼度の他に、プレイした3つの中で最も成績の悪かった種目に関する毒舌の効いたコメントとその能力を鍛えるための強化指令3点がプリントされている。全ての種目において100%を達成すると、通常より長い、特殊な計画書が出力される。

## ゲーム種目

### 技
体内時計機能
3か所の内どれか1か所に表示されたストップウォッチを、1秒ジャストで破壊する。子供用コースでは選択不可。
バランス感覚
複数表示（2 - 3個）されるストップウォッチを、なるべく誤差無く同時に破壊する。
腕力調整能力
レーンに回転板が表示され、その上にはカウンタが付いている。投球スピードを調整して、指示された回転数で止まるように板にボールをぶつける。
反応精度
水平方向に回転する板が表示されるが、その回転板の周囲に1か所だけ的が付いており、タイミングを合わせて的に当たるようにボールをぶつける。

### 脳
数字認識力
表示された3個の数字を小さい順に破壊する。
計算能力
表示された3個の数字の中から、破壊する数字の合計が7になるように、2個または3個破壊する。
語学力
画面上に表示される単語（食べ物の名前）に1文字だけ空きがあり、その中に正しく当てはまる文字を、表示された3文字の中から選んで破壊する。
言語認識力
表示された3文字の中から、画面上の現れた文字列の中に含まれている文字を破壊する。子供用コースでは選択不可。

### 体
反射神経
画面上に出現した皿や瓶をひたすら破壊する。早く破壊しないとターゲットが画面から消えてミスになる。
宇宙防衛能力
画面上に連隊や編隊となって現れるギャラクシアンを、ボールを投げて退治する。
連続反射能力
画面上から落ちてくる人形を落とさないように、ボールを投げて跳ね返す。子供用コースでは選択不可。『超次元タイムボンバー』の「スリーボールクラッシュ」では毎回登場していたゲーム。
瞬発力
合図の直後に、現れた原子の様な形をしたターゲットを、出来るだけ素早く破壊する。
条件反射機能
画面上に赤もしくは青の旗が挙げられる。それに従って、3色の星の中から、挙げられた旗の色と同じ色の星を破壊する。
害虫駆除能力
画面上に現れるクモ（大型→ぶつけられると小型3匹に分裂）を、ボールをぶつけて退治する。
サバイバル能力
画面上に奥から向かってくる形でワニの口に似たキャラクターが現れるので、それを素早く破壊する。間に合わずに噛みつかれるとミス。ワニワニパニックがモチーフ。
推測反射能力
パックマンとゴースト（赤色の敵キャラ）が画面上に表示され、あみだくじの要領でルートをたどる。ゴーストが出てくるポイントを推測してそこにボールを投げ、ゴーストを退治するのが目的。

## 豆知識
筐体概要の項でも書いたとおり、アーケードの実物は手のひらサイズのボールをスライドさせることで進行するが、筐体を大きくしボールも上半身サイズにしたバージョンがテレビ番組『超次元タイムボンバー』で使用されていた（同番組でのゲーム名は『スリーボールクラッシュ』。使用されていた種目は語学力（回によって計算能力の場合もあり）と連続反射能力である）。
測定値の結果は100%を上限としているが、推測反射能力においては100%を超える事ができる。
設定によって「イベントモード」を行うことができる。1クレジット内の種目が指定した一種目のみとなる。
100円を入れずにボールをスライドすると、「お金を入れないとあそべません」とメッセージが表示され、その後人形がお辞儀をして「礼」の一文字が出る。

## 関連するゲーム
- テクノドライブ
- フォトバトール